# De Kreupel
De Kreupel is een 70 hectare groot, als natuurgebied aangelegd kunstmatig eiland in het IJsselmeer, gelegen op 4,5 kilometer uit de kust van Andijk, behorend bij de gemeente Enkhuizen. Het wordt beheerd door Staatsbosbeheer. Het is op een passantenhaven na niet toegankelijk voor het publiek.

## Ontstaan
De Kreupel is tussen 2002 en 2004 aangelegd op een bestaande ondiepte. In de 15e eeuw vormde deze ondiepte nog een eiland in de Zuiderzee. Toen de vaargeul Amsterdam-Lemmer uitgediept moest worden, is het zo vrijkomende slib gebruikt om een gebied met zandplaten te maken om watervogels als visdiefjes, dwergsternen en meeuwen een veilige haven te geven in deze visrijke wateren. Voor visdiefjes is het inmiddels de grootste broedkolonie van Europa. In de zomermaanden is het eiland een pleisterplaats voor duizenden zwarte sterns.
In totaal is drie miljoen kubieke meter zand op bestaande zandbanken gestort, waardoor een stuk kale grond ontstond waar vogels op kunnen broeden. Deze grond wordt door Staatsbosbeheer vrijgehouden van struiken en bomen.
De passantenhaven is in 2008 aangelegd. Ze bestaat uit enkele steigers en een waterwoning voor de havenmeester die voorzien is van een uitkijk. Verdere voorzieningen zijn niet aanwezig.
Naast de Kreupel zijn er meer gebieden langs de IJsselmeerkust waar door natuurontwikkeling ruimte voor nieuwe natuur geschapen wordt. Zo loopt langs de oostkust de natte poot van het Natuurnetwerk Nederland.